# Dengeki Bunko Magazine
Dengeki Bunko Magazine (電撃文庫MAGAZINE) est un magazine de prépublication de light novel bimensuel lancé en décembre 2007 par ASCII Media Works (anciennement MediaWorks et marque de Kadokawa). Il succède au magazine de light novel Dengeki hp. Le magazine publie des informations relatives à la collection de light novel de ASCII Media Works, Dengeki Bunko, ainsi que des nouvelles écrites par des auteurs reconnus qui ont déjà publié des light novel sous Dengeki Bunko. D'autres informations concernent les adaptations des light novel, tels que les jeux vidéo, les anime ou les mangas. Le dernier numéro du magazine, qui est devenu entre-temps trimestriel, est publié en avril 2020.

## Histoire
Le magazine est initialement lancé le 10 décembre 2007 en tant que successeur du Dengeki hp qui a été suspendu le 10 octobre 2007. La couverture du premier numéro du magazine, intitulé « Dengeki Bunko Magazine Prologue 1 » (電撃文庫MAGAZINE プロローグ1), est réalisée par Noizi Itō. Ils ont repris l'organisation éditoriale et certains contenus du Dengeki hp, les auteurs du Dengeki Bunko y ont également publié leurs œuvres.
Les deux premiers numéros, « Prologue 1 » et « Prologue 2 » (sorti le 9 février 2008), ont été publiés en tant qu'éditions spéciales de Dengeki Daioh, jusqu'au 10 avril 2008, date à laquelle le Dengeki Bunko Magazine est devenu un magazine indépendant avec la publication de son troisième numéro de mai 2008.
Depuis sa première publication, le Dengeki Bunko Magazine était un bimensuel publié le 10 de chaque mois pair, mais à partir du Vol.68 (le numéro d'août 2019) publié le 10 juillet 2019, il a été annoncé que la périodicité de publication du magazine passe au trimestriel et sera publié chaque 10 de janvier, avril, juillet et octobre.
Le magazine a pris fin le 10 avril 2020 avec son 71e numéro de mai 2020. La rédaction du magazine a jugé que le rôle du magazine était achevé compte tenu de la diversification des besoins des lecteurs et de la situation actuelle où il y a une demande d'informations rapides,. abec (ja), connu pour ses illustrations de la série Sword Art Online, s'est occupé de la couverture du dernier numéro.